# Municipio de Rayne
El municipio de Rayne (en inglés: Rayne Township) es un municipio ubicado en el condado de Indiana en el estado estadounidense de Pensilvania. En el año 2000 tenía una población de 3.292 habitantes y una densidad poblacional de 26.9 personas por km².

## Geografía
El municipio de Rayne se encuentra ubicado en las coordenadas 40°45′03″N 79°07′00″O / 40.75083, -79.11667.

## Demografía
Según la Oficina del Censo en 2000 los ingresos medios por hogar en la localidad eran de $37,962 y los ingresos medios por familia eran de $41,250. Los hombres tenían unos ingresos medios de $31,548 frente a los $17,181 para las mujeres. La renta per cápita de la localidad era de $15,806. Alrededor del 10% de la población estaba por debajo del umbral de pobreza.